# Bintungan Bejangkar
Bintungan Bejangkar is een bestuurslaag in het regentschap Mandailing Natal van de provincie Noord-Sumatra, Indonesië. Bintungan Bejangkar telt 1108 inwoners (volkstelling 2010).